# Combinata nordică la Jocurile Olimpice de iarnă din 2018
Probele sportive de combinata nordică la Jocurile Olimpice de iarnă din 2018 s-au desfășurat în perioada 14-22 februarie 2018 la Pyeongchang, Coreea de Sud, la Centrul de sărituri Alpensia și la Centrul de schi fond Alpensia.

## Sumar medalii

### Clasament pe țări
| Loc   | Țară           | Aur | Argint | Bronz | Total |
| ----- | -------------- | --- | ------ | ----- | ----- |
| 1     | Germania (GER) | 3   | 1      | 1     | 5     |
| 2     | Japonia (JPN)  | 0   | 1      | 0     | 1     |
| 2     | Norvegia (NOR) | 0   | 1      | 0     | 1     |
| 4     | Austria (AUT)  | 0   | 0      | 2     | 2     |
| Total | Total          | 3   | 3      | 3     | 9     |

### Probe sportive
| Probă sportivă                                | Aur                                                                              | Aur     | Argint                                                                             | Argint  | Bronz                                                                          | Bronz   |
| Trambulină mare / individual 10 km detalii    | Johannes Rydzek · Germania (GER)                                                 | 23:52,5 | Fabian Rießle · Germania (GER)                                                     | 23:52,9 | Eric Frenzel · Germania (GER)                                                  | 23:53,3 |
| Trambulină normală / individual 10 km detalii | Eric Frenzel · Germania (GER)                                                    | 24:51,4 | Akito Watabe · Japonia (JPN)                                                       | 24:56,2 | Lukas Klapfer · Austria (AUT)                                                  | 25:09,5 |
| Trambulină mare pe echipe / 4 x 5 km detalii  | Germania (GER) · Vinzenz Geiger · Fabian Rießle · Eric Frenzel · Johannes Rydzek | 46:09,8 | Norvegia (NOR) · Jan Schmid · Espen Andersen · Jarl Magnus Riiber · Jørgen Graabak | 47:02,5 | Austria (AUT) · Wilhelm Denifl · Lukas Klapfer · Bernhard Gruber · Mario Seidl | 47:17,6 |